# رجامة (حزم العدين)

تعديل مصدري - تعديل

رجامة هي إحدى قرى عزلة جبل حريم بمديرية حزم العدين التابعة لمحافظة إب، بلغ تعداد سكانها 1181 نسمة حسب تعداد اليمن لعام 2004.